# فلورين سيرنات
فلورين سيرنات (بالرومانية: Florin Cernat)‏ (10 مارس 1980 رومانيا - ) هو لاعب كرة قدم روماني، يلعب كلاعب وسط.

## وصلات خارجية
فلورين سيرنات على موقع الاتحاد الأوربي (الإنجليزية)
- فلورين سيرنات على موقع اتحاد تركيا (لاعب) (الإنجليزية)
- فلورين سيرنات على موقع اتحاد أوكرانيا (الإنجليزية)
- فلورين سيرنات على موقع قاعدة بيانات كرة القدم.إي يو (الإنجليزية)
- فلورين سيرنات على موقع ناشيونال فوتبول تيمز (الإنجليزية)
- فلورين سيرنات على موقع Soccerway.com (الإنجليزية)
- فلورين سيرنات على موقع عالم كرة القدم.نت (الإنجليزية)